# Stenaoplus mesolineatus
Stenaoplus mesolineatus är en stekelart som beskrevs av Heinrich 1968. Stenaoplus mesolineatus ingår i släktet Stenaoplus och familjen brokparasitsteklar. Inga underarter finns listade i Catalogue of Life.